# Campo del Buenos Aires Cricket Club
El Buenos Aires Cricket Club Ground (tdl. ‘Campo del Buenos Aires Cricket Club') fue una pista de juego propiedad del club homónimo, ubicada en la ciudad de Buenos Aires, Argentina. El espacio, situado en el actual barrio de Palermo, estuvo especializado en encuentros de críquet y  ganó relevancia histórica debido al hecho de que fue el primero donde se celebró un partido de fútbol (en 1867) y de rugby (en 1873) en Argentina.
El partido de fútbol disputado en el Buenos Aires Cricket Club tuvo un éxito tal que algunos miembros irían a fundar el Buenos Aires Football Club, que sería el primer club de fútbol de América del Sur. En los próximos años los dos clubes compartirían instalaciones y los miembros del equipo de críquet jugaban con el BACC en verano y se jugaba al fútbol con el BAFC en invierno.